# 山口智充
山口 智充（やまぐち ともみつ、1969年〈昭和44年〉3月14日 - ）は、日本のお笑いタレント、ものまねタレント、俳優、声優、ミュージシャン、司会者である。愛称はぐっさん。吉本興業（東京吉本）所属。
大阪府四條畷市の出身で、現在は千葉県浦安市在住。1994年からお笑いコンビ「DonDokoDon」のボケとして活動したが、2007年以降はコンビ活動は休止状態である。また過去にミュージシャンとしては宮迫博之(HIRO)と共に「くず」という音楽ユニットを組んでいた。

## 経歴
大阪府立四條畷北高等学校時代に友人とコンビを組んでコントのようなことをしていた。芸能活動を始める前はマツヤデンキで営業担当として約2年半勤務し、優良社員賞を受賞した。ミュージシャンを目指すために退職した。退職の意思を伝える際には、上層部の社長にも引き留められるくらい優秀な社員だった。国際花と緑の博覧会で着ぐるみショーでアルバイトを務めたことをきっかけに、ショーを運営する阪急電鉄の宝塚ファミリーランドに勤めると平畠啓史と知り合い、お笑いの道へ進んだ。宝塚ファミリーランド勤務時代に今の夫人とも出会っている。
全国区の知名度を得たのは『明石家マンション物語』（フジテレビ系列）に出演してからである。同番組内で芸達者なラテン歌手「ガルシア」のキャラクターで登場して以降、バラエティ番組を中心に活動するようになった。
吉本の芸人としては珍しく、声帯模写や効果音など多彩なものまねを得意とする（後述）。
ミュージシャンを志望していたことから、歌唱力が高くギター演奏をこなす。ギター演奏は中学生の時に親からフォークギターを与えられて以来特技 としている。雨上がり決死隊の宮迫博之とデュオ「くず」を組み、作詞と作曲をした。
母校は四條畷市立四條畷西小学校で、統合後の四條畷市立くすのき小学校校歌を手掛けた。演歌歌手に楽曲を提供したり、『いただきマッスル!』（中京テレビ制作・日本テレビ系列） の挿入歌を作詞・作曲し、日本テレビ系列の音楽バラエティ番組『MusiG』で自身のボーカル、佐野元春の作詞・作曲、山本耕史のギターによる「The Whey-hey-hey Brothers」として1枚のシングルを発売した。
母親の出身地が奄美大島の鹿児島県大島郡瀬戸内町で、子供の頃から夏休みなどをここで過ごしていた縁で、2009年に同町で例年開催されているシーカヤックマラソンに参加し、その後夜祭ステージの席で同町観光大使に任命される。

## 人物
- 身長175.8センチメートル (cm)、体重88キログラム (kg)、胸囲109 cm、腹囲99 cm、尻周104 cm[注 2]。以上の数字からプロレスラーのようながっしりとした体型をしているため周囲からは「芸人の身体ではない」と言われているが、格闘技やトレーニング、筋トレなどは特にしていない[1][5]。また、父親もがっしりとした体型であったと語っている[6]。なお、身長自体は175cmと平均身長よりやや高い程度だが、前述の体型の良さにより、数字以上に大きく見られるイメージがあるようで、実際に会ったり、共演された人に意外と背が低いと言われる事が多いと本人も語っている。
- 腕力はかなり強く、特に左腕を用いた腕相撲は「黄金の左腕」と言われ、今まで誰にも負けたことがなく、プロレスラーの中西学や自衛隊員にも勝ったことがある。芸能界では無敗だった哀川翔にも2度勝利している。また、握力も100 kg近くあり、りんごを片手で握り潰すことができる。
- 味覚が極めて鈍感で「美味しい」と「すごく美味しい」の二通りしかないと評されることがある[7]。また、普通に人が明らかに不味いと評価する料理でも難なく平らげたり、寧ろ美味しいと評価することもあり、リンカーン内では味覚オンチとして扱われていた。
- 名古屋の放送作家・松永英隆と深い関わりがあり、『ぐっさん家〜THE GOODSUN HOUSE〜』（東海テレビ制作）の番組企画として名古屋市天白区平針に所在する愛知県運転免許試験場にて大型自動二輪車を取得した。愛車は1976年製カワサキ・KZ900LTD[8]。
- サラリーマン時代に通勤電車内で、偶然乗り合わせた女性からストーキングに遭っていたことを明かし、『ココリコミラクルタイプ』でコントとして再現された。
- 習字や絵画なども趣味とし、バラエティ番組やCMなどでその腕を披露している。
- 2人でバイクチームを組む俳優の山本耕史とは公私ともに仲が良い。
- 芸人の中では歌唱力にも定評があり、腕前はプロ級。テレビ東京系列の年明け特番『今年も生だよ芸人集合 笑いっぱなし伝説』の第一回「吉本歌がうまい王」にて、今田耕司が推していた山崎邦正を抑えて優勝。翌年には、自身の歌唱が主となる名物コーナーとなる「ぐっさんのビッグショー伝説」が作られるまでに至った。
- 「四角い物フェチ」である。角張った感触と、物がスッポリ収まる感覚（「スフォ感」と形容）がたまらないとのこと。最も気に入っている四角いものは「天突き（ところてん切り器）」で、四角いところてんを四角い天突きに入れ、四角い棒で押すと四角がたくさん並んだ網から四角いところてんがたくさん出てくるからのこと。この嗜好は自動車にも現れており、愛車は四角い形が特徴のトヨタ・プロボックスやハイエースを所有してきた[9]。
- 2020年時点の愛車はトヨタ・コンフォートと三菱・ジープ[10] と70系トヨタ・ランドクルーザー[6]。この他、趣味のバイクを輸送するためにマツダ・ボンゴブローニィバン（2代目）を所有する[11]。子供の頃の体験から一部例外を除きマニュアルトランスミッションへの拘りを持っている。勿論免許もマニュアルを持っている。
- 大のサウナ好きでもあり、『アメトーーク』にも企画を持ち込んで実際に放送されている。お気に入りは塩サウナで、山口曰く「肌がトゥルットゥルになる」とのこと。またサウナに入る時は、タオルで股間を隠さずに入るのが流儀であると語っている[9]。
- 穏やかで誰にでも人当たりの良い性格からか、オリコン調べの「理想のお父さんランキング」で第一位を獲得したことがある[2][注 3]。
- バイク党で、仲間内で「山口モータース」というバイクチームを結成し、揃いのツナギでツーリングをしている。
- 大のトミカファンで、自身のコレクションは約200台所有し、子供時代に集めていた当時のビンテージものから自身の好きな車種まで幅広く集めている。「子供がいないときにこっそり一人で遊ぶのが好き」であり、2010年にはトミカ40周年を記念し「トミカでっかい子供大使」に任命された。トミカで初めて遊んだのは4歳の頃。トミカのマイブームは小学生の低学年ぐらいで止まったが、大人になって長男が生まれてから「トミカを買ってあげたい」と思って玩具屋に行くようになり、1個ずつ買い続けたら「トミカでっかい子供大使」の話を聞いて喜んだ[12]。

## エピソード
- 「誰とでも友達になれる」と自負しており、小学生の時から喧嘩をしたことはないという[1]。
- ものまねを始めたのは小学1年生の時で、給食の時に女の子が牛乳を飲むタイミングを見計らってネタを振って吹き出すということに快感を覚えていたという。それ以来クラスで警戒されるようになり、「山口君が給食の時間で笑かすので牛乳が飲めませんでした」などと小学校の卒業文集で書かれたほどだった[1]。また、高校入学の時にも自己紹介で「特技、物真似」と言っており、高校在学中にもレクリエーションの時や時間が空いた時には先生から「はい、物真似!」と言われて、前に出てネタをして場を繋いだということもあった[1]。100を超えるモノマネレパートリーをもつが、アーノルド・シュワルツェネッガーとローワン・アトキンソンのモノマネは過激な下ネタのため放送できないという(いずれのモノマネもリンカーンの「どんだけぇ～の泉」で1度だけ披露されたが強制カットされた)。
- 『新選組!』（NHK大河ドラマ）の劇中、佐藤浩市演じる芹沢鴨がオウムに馬鹿にされるというシーンにおいて、オウムに台詞を覚えさせる調教が撮影に間に合わず、スタッフは急遽、永倉新八役で出演していた山口にオウムの吹き替えを依頼したエピソードがある。山口は見事にオウムを演じ切り、このシーンは無事放送された[2]。
- 四條畷市立くすのき小学校の校歌の作詞・作曲は、母校が統合されたために新校歌を作る必要があり、友人が山口本人に依頼したことで実現した。小学校には直筆の歌詞表が飾られた[3]。
- 2005年、西武ドームで開催された渡辺美里のラストライブ『MISATO V20 スタジアム伝説〜最終章〜 NO SIDE』に大江千里とともに応援に駆けつけ、3人は一気に意気投合していったというエピソードがある[13]。
- 2000年代には、キリンビール「のどごし生」のCMに、営業部長役として9年間にわたって出演。2013年で同社とのCM出演契約期間を満了したことを機に、ライバルメーカーのアサヒビールから、「クリアアサヒ糖質ゼロ」のCMの出演を打診された。山口は、前述した事情から打診をいったん固辞したものの、その義理堅い姿勢にアサヒビール社長（当時）の泉谷直木が大いに感銘を受けたという。その後も同社の担当者が手紙などを通じて熱心なアプローチを続けた結果、山口はキリンビールとの契約期間満了の1年半後（2015年）に「クリアアサヒ糖質ゼロ」のCM出演へ至った（現在は契約期間満了につき出演せず）[14]。
- 地上波のテレビ放送では、12年間出演してきた『にじいろジーン』（関西テレビ制作土曜朝のワイドショー）の終了（2020年3月）によって、全国ネット番組へのレギュラー出演が途絶えた。もっとも、同年4月24日放送分の『ダウンタウンなう』（フジテレビ制作の全国ネット番組）へゲストで出演した際には、「『（全国ネットのレギュラー番組が無くなったことで）焦りないですか？』とか僕ら聞かれるじゃないですか、『仕事なくなったことに不安は？』って。全くないんですよ」という表現で真情を吐露[15]。この発言の根拠ともなり得るのは、一部の地域で流れる番組（東海テレビ制作の『ぐっさん家』や読売テレビ制作の『グッと!地球便』）については、『にじいろジーン』の終了後もレギュラー出演を継続。日本全国で視聴できる衛星放送（BS）でも、冠番組を含めて複数のレギュラー番組を抱えているという事情がある。
- 母方が生まれ育った奄美大島の集落に集会所が建設された際には、地元の住民から看板名の墨書を任されている[要出典]。

### 王シュレット事件
2003年、レギュラー出演していた『ワンナイR&R』で、宮迫博之とともにプロ野球・福岡ダイエーホークス（現：福岡ソフトバンクホークス）監督（当時）・王貞治の顔の模型を便器内に仕掛けたウォシュレット（王シュレット）を売り込む内容のコントを放送し、制作局のフジテレビおよび福岡県を放送対象地域とするフジテレビ系列の局であるテレビ西日本にそれぞれ批判・苦情が寄せられた。

## ディスコグラフィー

### アルバム
1. (有) 山口モータース（2009年7月22日）
2. 晴れ時々快晴（2012年4月4日）
3. 最近、空を見上げてるかい?（2013年6月12日）
4. その感情で熱くなれ!（2017年5月17日）

### シングル
1. じぶんの詩 -A BEAUTIFUL DAYWhey-hey-hey Brothers名義（2007年2月28日）
2. ちくワッショイ！チーミーfeat.テキ屋のぐっさん 名義（2012年8月1日）

### コラボレーション
- 山手線外回り　タッキー&翼 feat. GUSSAN名義

タッキー&翼のアルバム「TRIP & TREASURE」に収録。

## 主なものまねレパートリー
人物（五十音順）
- アーノルド・シュワルツェネッガー（ターミネーター）
- 哀川翔
- 渥美清
- あご勇
- 井上陽水
- 伊東四朗
- 忌野清志郎
- 大友康平
- 岸部四郎
- 北島三郎
- 吉川晃司
- 木之元亮
- 木村充揮
- 金萬福
- グッチ裕三
- 桑田佳祐
- 桑名正博
- 桂銀淑
- 甲本ヒロト
- 小林旭
- 西城秀樹
- 堺雅人
- 坂本九
- さだまさし
- 佐野元春
- ジプシー・キングス
- 志村けん
- 世良公則
- 滝口順平
- 谷村新司
- 田中邦衛
- チョコボール向井
- デーモン閣下
- トム・ジョーンズ
- 中尾彬
- 長渕剛
- 西川のりお
- 萩原健一
- 畑正憲
- 東野幸治
- BEGIN
- ヒクソン・グレイシー
- 尾藤イサオ
- 氷室京介
- 福山雅治
- 藤本義一
- フリオ・イグレシアス
- 松方弘樹
- 水谷豊
- 美空ひばり
- 南方英二
- 宮迫博之
- もんたよしのり
- 矢沢永吉
- やしきたかじん
- 安岡力也
- 柳沢慎吾
- 矢部浩之
- 吉幾三
- ラジニカーント
- ルイ・アームストロング
- ローワン・アトキンソン（Mr.ビーン）
他

その他
- ボヤッキー（ヤッターマン）
- 銭形警部（ルパン三世）
- 丹下段平（あしたのジョー）
- バカ田大学の後輩
- トムとジェリーに出てくる悪者犬の顔
- ロードランナー
- 花火（手持ち花火・打ち上げ花火・花火大会）
- 卓球
- ヘリコプター
- よくある映画のワンシーン
- カントリーミュージシャン
- 外国人の大道芸人
- 野毛山動物園のライオン
- 東山動植物園のフクロテナガザル
- トビ
- ヒグラシ
- ウグイス
- カブトムシ
- セミ
- 戦後のラジオから流れる歌謡曲
- 行列リポートの早回し
- バラエティー番組のCM前のカメラワーク
- 衝突実験のダミー人形のスローモーションの動き
他

## 出演

### テレビ

#### 現在の出演番組
- ぐっさん家〜THE GOODSUN HOUSE〜（2003年4月5日 - 、東海テレビ）
- グッと!地球便（読売テレビ）
- みいつけた!（NHK Eテレ） - ダンせんぱい役（声のみ）
- 魚が食べたい!〜地魚さがして3000港〜（2018年12月24日、2019年4月21日、2019年12月16日、2020年10月14日 - 、BS朝日） - 司会

#### 過去の出演番組
- ユーガッタ!CBC（1999年3月29日 - 2006年3月31日、CBCテレビ）
- 歌うボキャブラ天国（1999年5月22日- 9月25日、フジテレビ）
- エブナイTHURSDAY（2000年10月19日 - 2001年3月22日）
- 明石家マンション物語 → 明石家ウケんねん物語（1999年10月13日 - 2002年3月20日、フジテレビ）
- 森田一義アワー 笑っていいとも!（2002年4月 - 2011年9月、フジテレビ）
- 笑っていいとも!増刊号（2002年4月 - 2011年9月、フジテレビ）
- ブーケをねらえ!（2002年10月3日 - 2003年12月16日、TBS）
- プロの動脈。（読売テレビ）
- アリゾナの魔法（2004年4月9日 - 2005年3月25日、日本テレビ）
- マルチなあいつ! （読売テレビ）
- キャナガワ（2004年7月4日 - 2005年9月20日、テレビ神奈川）
- 芸能人口コミの店 えぇ処（2004年10月7日 - 2005年3月31日、日本テレビ）
- 8時です!みんなのモンダイ（2004年10月30日 - 2005年3月19日、TBS）
- スタぴか! THOSE★AMAZING★KIDS!（2005年4月3日 - 2008年3月30日、読売テレビ）
- グッピー!!（2005年4月7日 - 2006年3月30日、日本テレビ）
- GoodSound!!Cafe（2005年4月8日 - 2007年9月27日、BSジャパン）
- 月10万円で豊かに暮らせる町&村（2005年4月11日 - 2006年3月20日、テレビ東京）
- リンカーン（2005年10月18日 - 2009年3月10日、TBS）
- 天才!志村どうぶつ園（2005年10月20日 - 2009年9月12日、日本テレビ）
- MusiG（2006年4月5日 - 2007年9月25日、日本テレビ）
- フォークの達人（2006年4月7日 - 2008年3月1日、NHK BS2）
- いただきマッスル!（2006年4月15日 - 2007年9月30日、日本テレビ）
- うふふのぷ（2007年4月7日 - 2008年3月29日、フジテレビ）
- 笑顔がごちそう ウチゴハン（2007年4月8日 - 2013年3月24日、テレビ朝日）
- くちコミ☆ジョニー!（2007年10月1日 - 2008年3月27日、日本テレビ）
- にじいろジーン（関西テレビ制作・フジテレビ系列）(2008年4月5日- 2020年3月28日、フジテレビ)　- 総合司会
- ニッポン縦断おかず発見!ルート88（2008年4月6日 - 2009年3月29日、日本テレビ）
- ワンステップ!（2008年7月6日 - 2010年3月28日、TBS）
- ワンダー×ワンダー（2009年4月18日 - 2011年12月24日、NHK総合）
- 連続クイズ ホールドオン!（2012年4月5日 - 2014年3月27日、NHK総合）
- 夫婦でありがとう（2012年10月12日 - 2013年9月25日、BSジャパン）
- エビバディ!Good学園（2012年4月 - 2013年3月、LaLaTV）
- ぐっさん&グリム劇場（2013年4月 - 9月、LaLaTV）
- ぐぐっと、ぐっさん（2013年10月10日 - 2014年9月27日、四国放送・瀬戸内海放送）
- 七里ヶ浜☆（2014年7月1日 - 2015年3月27日、BS-TBS）
- NBAまにあ（TBS）
- 韓流ネタバラエティ ウッチャッサ!（BSフジ・ヨシモトファンダンゴTV）
- 湘南タイム（2015年4月12日 - 9月27日、BS-TBS）
- キズナのチカラ（2015年 - 2016年、BS日テレ） - ナビゲーター
- ON & OFF（2016年1月15日 - 2017年3月、BS日テレ） - ナビゲーター
- 大人のバイク時間 MOTORISE（2016年7月 - 2019年7月、BS11）
- 世界はRioをめざす → 世界はTokyoをめざす（2016年4月 -　2021年5月、NHK BS1） - ナレーション
- ぐっさんのニッポン国道トラック旅（2016年5月7日 - 2022年3月23日、NHK BSプレミアム）
- LIVE ON! うた好き☆ショータイム（2018年10月4日 - 2019年3月28日、BS-TBS） - 司会

スペシャル番組
- ものまね珍坊（フジテレビ） - 素人時代に出演。
- 爆笑そっくりものまね紅白歌合戦スペシャル（2000年12月26日 - 2011年1月7日、フジテレビ）
- みんなの学校（2013年7月10日、フジテレビ） - ナレーション
- 空とギターとぐっさんと 〜島の数だけ唄になる♪〜（2014年9月6日、2015年8月29日、2016年8月6日、2017年9月9日、関西テレビ）
- 列島縦断2800キロ！ニッポン高速道路トラック旅（2015年10月29日、NHK BSプレミアム）
- 寅さん 鉄道ふれあい旅「20年目の夏 さくらと博が行く」(2016年8月11日、NHK BSプレミアム) - 寅さんの声
- にっぽん縦断 こころ旅 (2024年11月18日 - 11月20日、NHK BS4K、11月25日 - 11月29日、NHK BS) - 愛知県での火野正平の代走

### ラジオ
- SUPER STAR QR（2002年4月 - 2003年7月、文化放送） - 火曜日
- TR2（2005年4月 - 9月26日、J-WAVE） - 月曜日
- ROCK'NTALK FESTIVAL（? - 2006年3月、J-WAVE） - 土曜日
- かにタク言ったもん勝ち・ハト時計（2009年 - 、東海ラジオ）※番組内オリジナルジングル
- Wanted!!（2012年10月 -2013年3月、TBSラジオ） - 木曜日パーソナリティ担当
- 浜田省吾と山口智充のオールナイトニッポンGOLD (2015年5月1日) - 特番
- TOYOTA DRIVE IN JAPAN（2017年4月7日 - 2022年3月25日、J-WAVE） - ナビゲーター
- DAYS（2019年4月 - 2020年2月10日、ニッポン放送） - 月曜パーソナリティ
- Music Ride Story（2025年4月 - 、JFNC）

### テレビドラマ
- 連続テレビ小説（NHK総合）
  - あすか（1999年10月 - 2000年4月）- バタヤン 役
  - 芋たこなんきん（2007年） - 東條祥吾 役
  - あさが来た（2016年） - 石川一富美 役
  - とと姉ちゃん（2016年） - 谷誠治 役[16][17]
  - 舞いあがれ!（2022年10月 - 2023年3月） - 梅津勝 役[18]
- 世にも奇妙な物語「ママ新発売」（2001年、フジテレビ系列） - マー坊 役
- 月曜ドラマシリーズ「ハート」（NHK総合）
- 愛情イッポン!（2004年、日本テレビ系列） - 住川幸輝 役
- 木更津キャッツアイ（2002年1月 - 3月、TBS系列） - 山口 役
- あなたの人生お運びします!（2003年、TBS系列） - 上原賢太郎 役
- 天才柳沢教授の生活（2003年、フジテレビ系列） - 村田雅史 役
- 特命リサーチ200X II（2002年 - 2004年、日本テレビ系列） - 宮崎弦太 役
- 恋愛偏差値第2章「Party」（2002年8月、フジテレビ系列） - 守屋俊平 役
- 新選組!（2004年、NHK総合 大河ドラマ） - 永倉新八 役
- 柳生十兵衛七番勝負（2005年、NHK総合） - 中村半左衛門 役
- 零のかなたへ〜THE WINDS OF GOD〜（2005年9月、テレビ朝日系列） - 田代誠/岸田守海軍中尉 役（主演）
- 奇跡の動物園〜旭山動物園物語〜（2006年5月13日、フジテレビ系列） - 坂内禅 役（主演）
  - 奇跡の動物園2007〜旭山動物園物語〜（2007年5月11日、フジテレビ系列）
  - 奇跡の動物園2008〜旭山動物園物語〜（2008年5月16日、フジテレビ系列）
  - 奇跡の動物園2010〜旭山動物園物語〜（2010年2月12日、フジテレビ系列）
  - 新・奇跡の動物園 旭山動物園物語2015〜命のバトン〜（2015年4月10日、フジテレビ系列）
- 松本喜三郎一家物語 〜おじいさんの台所〜（2007年、フジテレビ系列） - 勝田正夫 役
- 法の庭（2007年8月17日、フジテレビ系列） - 小泉健吾 役
- 24時間あたためますか?〜疾風怒涛コンビニ伝〜（2008年3月15日、日本テレビ系列） - タカダトオル役
- クッキングパパ（2008年8月29日、フジテレビ系列） - 荒岩一味 役（主演）
- わが家の歴史（2010年4月9日 - 11日、フジテレビ系列） - 力道山 役
- 大河ドラマが描かない坂本龍馬の真実（2010年6月29日、日本テレビ系列） - ナレーション
- 告発〜国選弁護人（2011年1月 - 3月、テレビ朝日系列） - 佐藤健吾 役
- 卒業ホームラン（2011年3月23日、テレビ東京系列） - 井上竜二 役
- 鈴木先生（2011年4月 - 6月、テレビ東京系列） - 山崎先生 役
- 華和家の四姉妹 第9話（2011年9月4日、TBS系列） - 渡辺健太郎 役
- ブラックボード〜時代と戦った教師たち〜 第2夜（2012年4月6日、TBS系列） - 古沢三郎 役
- 土曜ワイド劇場 京都殺人調書（2012年9月8日、朝日放送） - 押忍正義 役（主演）
- 水曜ミステリー9 浅草下町通交番 子連れ巡査の捜査日誌（2013年7月24日・2014年6月4日、テレビ東京系列） - 佐武純平 役（主演）
- 仮面ライダー鎧武/ガイム（2013年10月 -2014年9月、テレビ朝日系） -  DJサガラ 役
- オリンピックの身代金（2013年11月30日・12月1日、テレビ朝日系列） - 風間 役
- 木曜時代劇「銀二貫」（2014年4月 - 6月、NHK総合） - 天神さんの狛犬・テンちゃん 役（語り）
- 金田一少年の事件簿N (neo)（2014年7月 - 9月、日本テレビ系列） - 剣持勇 役
- 保育探偵25時〜花咲慎一郎は眠れない!!〜（2015年1月 - 3月、テレビ東京系列） - 花咲慎一郎 役（主演）
- 別れたら好きな人（2015年9月 - 11月、東海テレビ） - 森田茂樹 役
- 炎の経営者（2017年3月19日、フジテレビ系列） - 真田幸造 役
- 泣くな研修医（2021年4月 - 6月、テレビ朝日）- 藤堂浩司 役
- 悪女（わる）〜働くのがカッコ悪いなんて誰が言った?〜 第5話・第6話（2022年5月11日・18日、日本テレビ系列） - 三島正則 役[19]
- 旧車探して、地元めし 第7話・第8話・第10話（2023年4月29日、5月6日、10月21日、チャンネルNECO ） -本田修 役[20]
- 真夏のシンデレラ（2023年7月10日 - 9月18日、フジテレビ） - 蒼井亮 役[21]

### 映画
- 木更津キャッツアイ 日本シリーズ（2003年） - 山口 役
- 真夜中の弥次さん喜多さん（2005年） - オカマの店主・おちん 役
- 木更津キャッツアイ ワールドシリーズ（2006年） - 山口 役
- おっちゃん（2007年 短編作品、脚本・監督・主演）
- のぼうの城 （2012年） - 柴崎和泉守 役
- 仮面ライダーシリーズ（東映） - DJサガラ 役
  - 仮面ライダー×仮面ライダー 鎧武&ウィザード 天下分け目の戦国MOVIE大合戦（2013年）
  - 劇場版 仮面ライダー鎧武 サッカー大決戦!黄金の果実争奪杯!（2014年）
- 鬼ガール!!（2020年10月16日） - 鬼瓦大鉄 役
- はじまりの日（2024年10月11日） - 寺田 役[22]
- BISHU 〜世界でいちばん優しい服〜（2024年10月11日） - 斎藤さだを 役[23]

### 配信ドラマ
- トラックガール（2023年7月19日、FOD） - 桜島毅 役[24]
  - トラックガール2（2025年5月17日 - 、FOD）[25]

### 吹き替え
※太字はメインキャラクター
- トリップ（2001年）※DVDのみ
- ジョニー・イングリッシュ（2003年） - 主演・ジョニー・イングリッシュ 役（ローワン・アトキンソン）
- シャーク・テイル（2004年） - レニー 役
- カーズシリーズ
  - カーズ（2006年） - メーター 役
  - カーズ2（2011年） - 主演・メーター 役
  - カーズ/クロスロード（2017年） - メーター 役
  - カーズ・オン・ザ・ロード（2022年） - メーター 役[26]
- プレーンズ（2013年） - ブラボー 役

### 劇場アニメ
- マインド・ゲーム（2004年）
- 劇場版 甲虫王者ムシキング グレイテストチャンピオンへの道（2005年） - 未来健太郎  役
- Genius Party〈ジーニアス・パーティ〉「デスティック・フォー」（2007年）
- ONE PIECE 3D 麦わらチェイス（2011年） - シュナイダー、バズ、大ワシ 役

### 舞台
- ミュージカル「新・演歌の花道」（2002年、新宿コマ劇場・梅田コマ劇場）プロデュース：つんく♂
- ミュージカル「愛の唄を歌おう」（2014年、シアターオーブ） - まきたのりお 役　鈴木おさむ（脚本）、宮本亜門（演出）、槇原敬之（音楽）

### その他
- ぐっさんの間（2009年 - 2010年、Wiiの間）
- 特別展 マンモス「YUKA」（2013年） - 音声ガイド
- びっくりぱちんこ あしたのジョー（京楽）／パチスロ あしたのジョー（Sammy） - 丹下段平 役

### CM
- カルピス「WELL」（2002年）
- NTTコミュニケーションズ「0033&プラチナ」（2004年 - 2011年）
- ダイドードリンコ「ダイドーブレンドコーヒー」（2004年 - 2007年）
- キリンビール「のどごし<生>」（2005年 - 2014年2月）
- あいおい損害保険（2005年 - 2008年）
- ツムラ「バスクリン」（2005年 - 2007年）
- 日清食品「GooTa」（2005年）
- 資生堂「uno Wデザインファイバー」（2006年）
- 旭化成ホームプロダクツ「サランラップ」（2008年 - 2010年）
- トヨタ自動車（2008年）
- 味の素「Cook Do」（2010年 - 2018年2月）
- アデランス「アデランスは誰でしょう?」（2010年）
- プレナス「ほっともっと」（2010年）
- タカラトミー「トミカ」（2010年 - 2011年）
- 花王
  - クリアクリーン（2010年 - 2012年3月）
  - ビオレU（2013年 - 2014年）
  - ハミングファイン（2014年）
- JTB「るるぶトラベル」（2011年）
- UCOM（2012年 - 2013年）
- ダスキン「ミスタードーナツ」（2012年 - 2013年）
- 東急リバブル「物知りな父」（2014年 - 2022年10月）[注 4]
- アサヒビール
  - クリアアサヒ 糖質0（2015年 - 2018年）
  - クリアアサヒ（2017年 - 2018年）
- オートバックスセブン（2017年 - ）
- ミツカン
  - 黒酢ドリンク（2021年 - 2022年）[27]
  - フルーティス（2022年 - 2023年） [28]